# Pachypodium geayi
Pachypodium geayi (укр. Пахіподіум Жая) — вид сукулентних рослин з роду пахіподіум (Pachypodium), родини кутрових (Apocynaceae).

## Етимологія

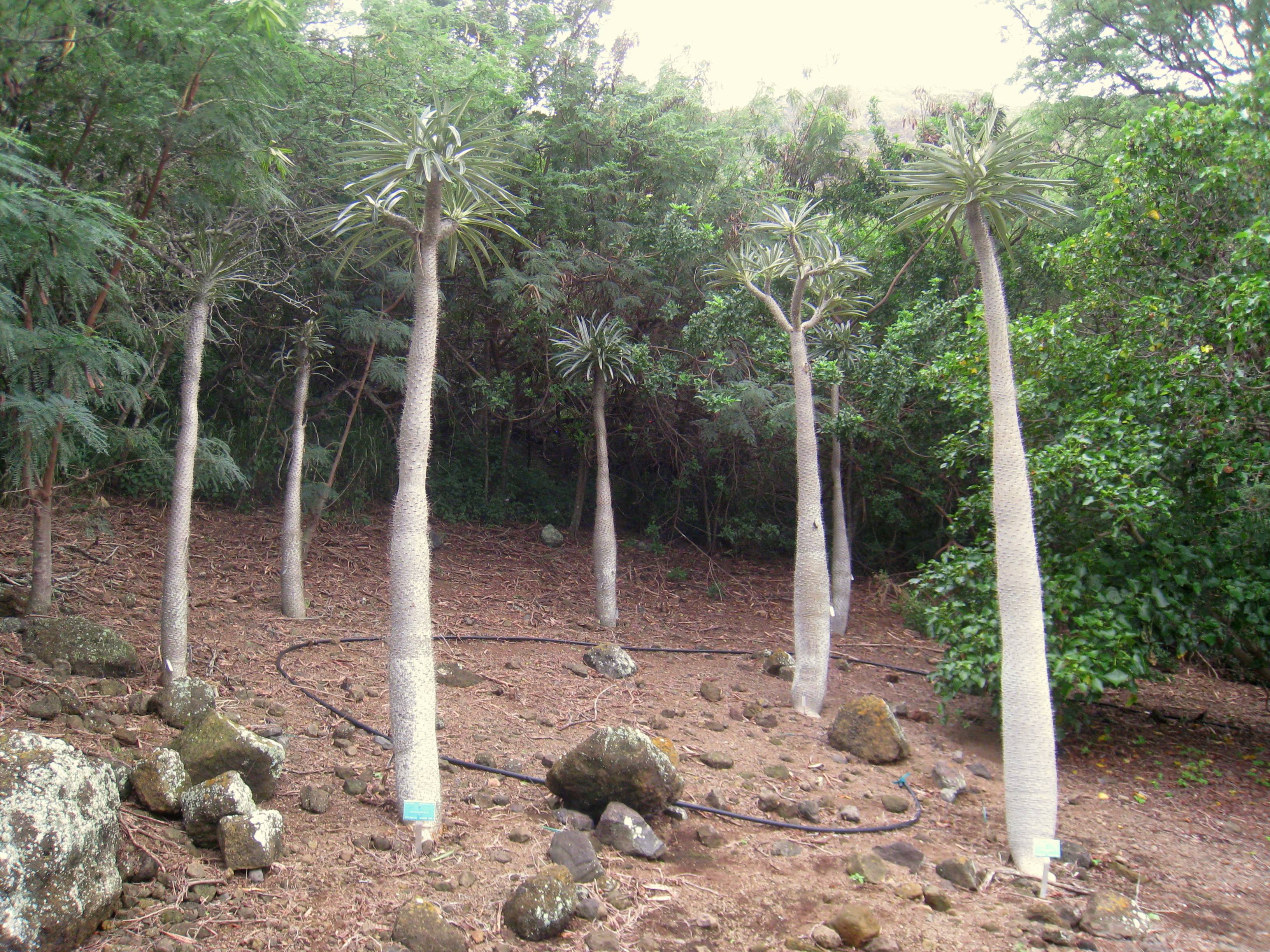
Pachypodium geayi в ботанічному саду Гонолулу, Гаваї, США

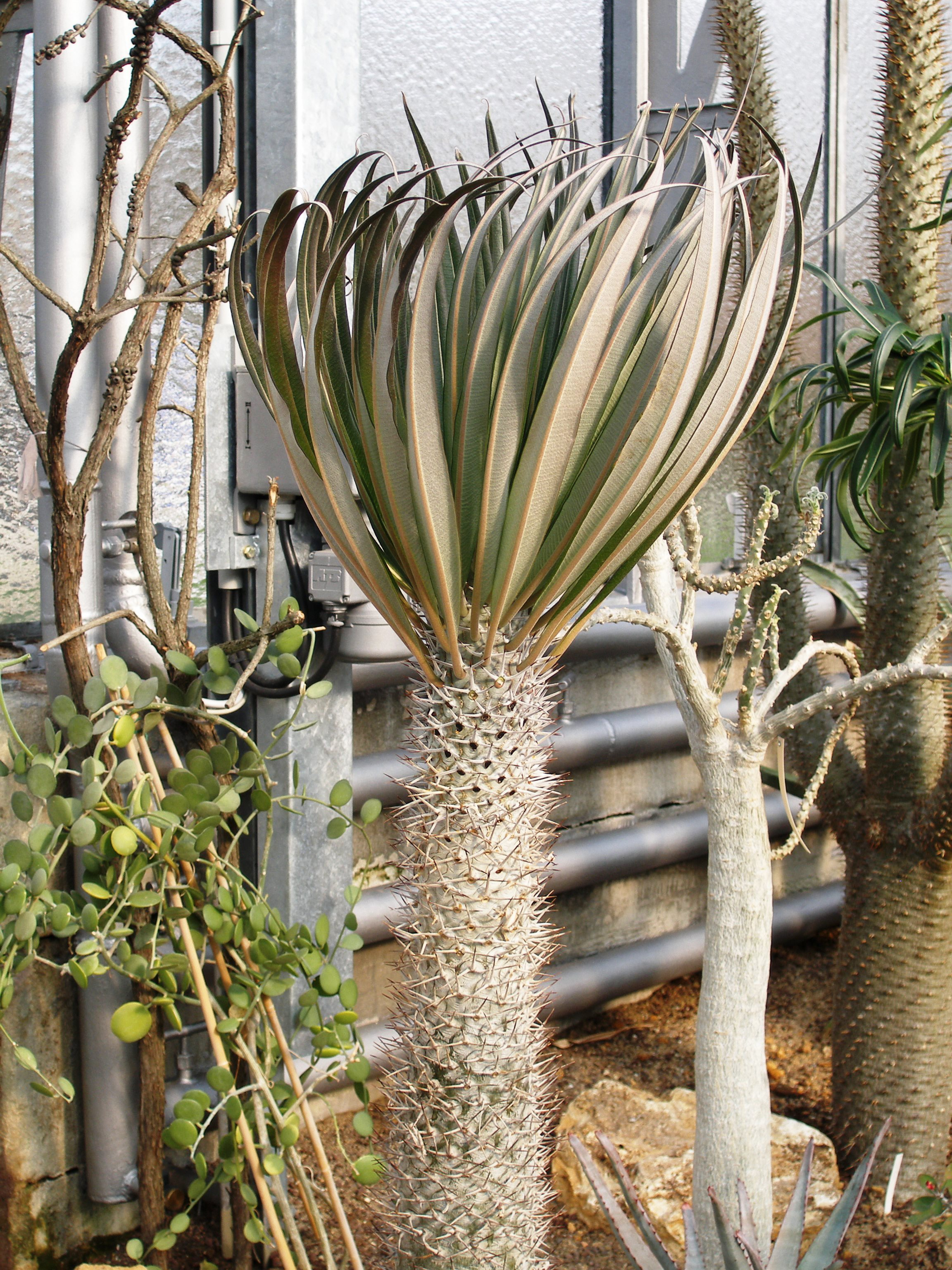
Pachypodium geayi в ботанічному саду Штутгарта, Німеччина

Видова назва дана на честь М. Жая (M. Geay), який вперше знайшов цей вид.

## Загальна біоморфологічна характеристика
Дерево 3—6 (до 8) м заввишки, з товстим колючим сірувато-сріблястим стовбуром. Гілки досягають 3 м і довше. Дуже схожий на пахіподіум Ламера, особливо в молодому віці. Листя більш вузькі (1—3 см завширшки) і опушені, а не голі, молоді колючки світло-сірого кольору з чорним кінчиком. До того ж листя розташовані більш вертикально, ніж у Pachypodium lamerii. Квітки білі з жовтим центром.

## Поширення у природі
Мадагаскарський ендемік, який зростає в південній частині острова.

## Екологія
Рослини цього виду ростуть в сухому лісі на вапняних і сланцевих ґрунтах на висотах від 0 до 100 м над рівнем моря.

## Утримання в культурі
Pachypodium geayi повинен бути розміщений на повному світлі з великою кількістю води в теплу пору року для активного росту і рясного цвітіння. В прохолодні місяці полив значно зменшують. Pachypodium geayi після Pachypodium lamerei є одним з найбільш широко культивованих серед пахіподіумів видів. Саджанці ростуть досить швидко в порівнянні з іншими видами цього роду. Pachypodium geayi може вирости від 6 до 12 дюймів і більше за рік. При вирощуванні в кімнатах досягає висоти 50 — 60 см, зазвичай залишається нерозгалуженим. Цвітіння починається у віці 10 років і більше при утримуванні в хороших умовах.